# بورتون كي. فارنزورث
بورتون كي. فارنزورث هو مبشر وسياسي أمريكي، ولد في 6 مارس 1890، وتوفي في 27 سبتمبر 1945.